# NGC 4785
NGC 4785 ist eine 12,4 mag helle Spiralgalaxie vom Hubble-Typ Sb im Sternbild Zentaur. Sie ist schätzungsweise 156 Millionen Lichtjahre von der Milchstraße entfernt.
Sie wurde am 1. März 1835 von John Herschel mit einem 18-Zoll-Spiegelteleskop entdeckt, der sie dabei mit „vF, S, R, glbM“ beschrieb.